# Hans Madin
Hans Madin (* 8. Februar 1911 in Wien, als Johann Madincea; † 9. Oktober 1991 in Berlin) war ein österreichischer (seit 1961 deutscher) Schauspieler und Regisseur.

## Leben
Nach dem Abitur am Theresianum in Wien nahm Madin Schauspielunterricht bei Arndt am Wiener Burgtheater. Sein Bühnendebüt gab 1931 an den Vereinigten Theatern Breslau. Es folgten Engagements ebendort, in Aachen, Hannover, Chemnitz, Berlin (Rose-Theater), Fürth, Münster, Stettin, Dresden, Frankfurt am Main und am Stadttheater Konstanz, wo er bis 1955 auch als Oberspielleiter fungierte. Im Herbst 1955 wechselte er in das von Gustav Rudolf Sellner geleitete Ensemble des Landestheaters Darmstadt (heute Staatstheater Darmstadt). Es folgten Engagements am Staatstheater Wiesbaden (ab 1957), Schillertheater in Berlin (ab 1964; Intendant: Boleslaw Barlog). Egon Seefehlner holte ihn als Hausregisseur an die Deutsche Oper Berlin, seine Karriere beendete er als Schauspieler an der Schaubühne Berlin (Peter Stein).
In seiner Karriere als Schauspieler verkörperte er zahlreiche klassische Rollen wie den „Prinzen von Homburg“ in Heinrich von Kleists gleichnamigen Drama in Breslau, den „Wladimir“ in Samuel Becketts Warten auf Godot in Konstanz, den „Vater“ in Jean Anouilhs Ball der Diebe in Darmstadt. Als Regisseur inszenierte er unter anderem Aufführungen von Terence Rattigans Der Fall Winslow, Georg Büchners Woyzeck und Gotthold Ephraim Lessings Emilia Galotti.
Daneben wirkte Madin regelmäßig in Film- und Fernsehproduktionen mit. Hierbei spielte er vor allem Adaptionen von Bühnenvorlagen oder Literaturverfilmungen. So wirkte er in Fritz Kortners Shakespeare-Adaption Der Sturm, der schwarzen Komödie Das Königsstechen (von Thomas Strittmatter nach Fanny Morweiser) sowie in den Fernsehfilmen Das Gartenfest nach Václav Havel, Die Geschichte des Rittmeisters Schach von Wuthenow nach Theodor Fontane, Attentat auf den Mächtigen nach Edzard Schaper und Die Schatzgräbergeschichte nach Werner Bergengruen mit. Nur selten trat er hingegen in Fernsehserien wie Ein Fall für Stein auf. Im Kino konnte man ihn unter anderem in Helma Sanders-Brahms’ Kleist-Biographie Heinrich, Hans W. Geissendörfers Kriminalfilm Ediths Tagebuch nach Patricia Highsmith und der Botho-Strauß-Verfilmung Groß und klein unter der Regie von Peter Stein sehen.

## Filmografie (Auswahl)
- 1966: Das Gartenfest
- 1966: Die Geschichte des Rittmeisters Schach von Wuthenow
- 1969: Der Sturm
- 1969: Attentat auf den Mächtigen
- 1970: Die Schatzgräbergeschichte
- 1976: Ein Fall für Stein – Denkzettel per Telefon
- 1977: Heinrich
- 1980: Groß und klein
- 1981: Berlin Tunnel 21
- 1982: Nestbruch
- 1983: Ediths Tagebuch
- 1985: Der Bär
- 1988: Das Königsstechen

## Hörspiele
- 1991: Edgar Hilsenrath: Das Märchen vom letzten Gedanken (Basch-Kjatib, der  Oberschreiber) – Regie: Peter Groeger (Hörspiel – SFB/HR)
- 1991: Gabriel Josipovici: Nachruf auf L. S. (Alter Mann) – Regie: Robert Matejka (Hörspiel – RIAS Berlin)
- 1986: Das Wunder von Narnia, Hörspielserie in 6 Teilen, als Aslan der Löwe (1. Stimme)